# Сапиенца, Леонардо
Леонардо Сапиенца (итал. Leonardo Sapienza; род. 18 ноября 1952, Кассано-делле-Мурдже, Италия) — итальянский куриальный прелат, рогатионист, писатель. Регент Префектуры Папского Дома с 9 ноября 2012. Апостольский протонотарий de numero с 9 февраля 2013.

## Биография
Леонардо Сапиенца родился 18 ноября 1952 года в Кассано-делле-Мурдже, тогда в провинции и архиепархии Бари.
5 августа 1962 года он вступил в общину монахов-рогатионистов Сердца Иисуса и начал послушничество 28 сентября 1968 года. После принятия первых обетов 29 сентября 1969 года и торжественного пострига 29 сентября 1975 года он был рукоположен в сан священника в Гроттаферрате 1 июля 1978 года.
Прослужив около тридцати лет в качестве протокольного официала в Префектуре Папского Дома, 4 августа 2012 года он был назначен регентом Префектуры Папского Дома, где он сменил епископа Паоло Де Николо, который уёл в отставку по достижении предельного возраста.
9 февраля 2013 года Папа римский Бенедикт XVI назначил его апостольским протонотарием de numero.

## Труды
- Messaggi pontifici;
- Paolo VI e l'eucaristia (2004);
- Charles de Foucauld. Io semino altri raccoglieranno (2005);
- L'uomo mangiato (2005);
- L'amore più grande. Giovanni Paolo II ai sacerdoti (2005);
- Sull'altare del mondo. Pensieri sull'eucaristia (2005);
- Provocazioni. Aforismi per un cristianesimo anticonformista (2007);
- L'uomo del divino (2008);
- Gridare il Vangelo con la vita. Anno A riflessioni (2009);
- Torniamo al Vangelo. Anno B. Riflessione sulla liturgia della parola (2009);
- Gridare il Vangelo con la vita. Riflessioni sulla liturgia della parola. Anno B (2009);
- Gridare il Vangelo con la vita. Riflessioni sulla liturgia della parola. Anno C (2009);
- Il prete di adesso (2009);
- L'arte di vivere. La fontana del villaggio (2010);
- Alla luce del Vangelo (2011);
- Paolo VI. L'anno della fede (2012);
- Giovanni d'Avila (2012);
- La felicità della Pasqua nella dottrina di Paolo VI (2013);
- Paolo VI al Concilio Ecumenico Vaticano II (2013);
- 50 messaggi pontifici per la Giornata Mondiale di Preghiera per le Vocazioni (2013);
- Paolo VI e il Sinodo dei Vescovi (2015).